# Motor estacionario

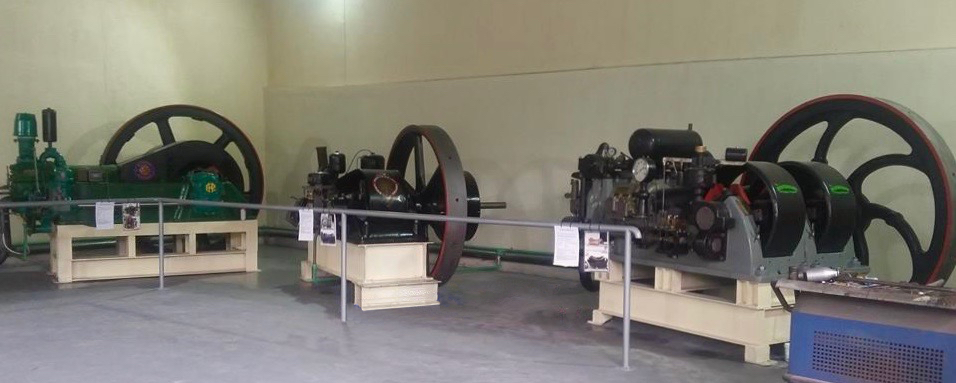
Tres motores estacionarios de gasoil

Un motor estacionario es un motor que trabaja desde una posición fija. Normalmente no se usa para propulsar un vehículo, sino que se emplea para mover máquinas fijas como un generador, una bomba o una máquina herramienta.
Este artículo se centra en motores de combustión interna, mientras que los motores estacionarios de vapor se describen en su artículo correspondiente.

## Visión general
Los motores estacionarios pueden venir en una gran variedad de tamaños y ser usados en distintas tecnologías, entre las que se incluyen:
- Centrales eléctricas de todos los tamaños.
- Motores de balancín utilizados en molinos y fábricas antes del empleo generalizado de la energía eléctrica.
- Motores de las máquinas de extracción usados en los pozos de minas.

### Tipos de motores estacionarios
- Máquina de vapor
- Motor de corte de carga
- Motor de bulbo caliente
- Motor de tubo caliente

## Aplicaciones

### Ferrocarriles
En la época victoriana hubo muchos intentos de reemplazar las locomotoras con motores estacionarios, en el suelo lo que era ineficiente para mover algo tan grande y pesado como una locomotora. Estos intentos solo tuvieron éxito cuando había pocas distancias a cubrir, donde eran exitosas algunas clases de ferrocarriles de cable, especialmente en inclinaciones de mucha pendiente (donde la ineficiencia de desplazar la locomotora hasta arriba y hasta abajo es especialmente significativo). Un fallo heroico fue el intento de Isambard Kingdom Brunel de construir un ferrocarril atmosférico desde Exeter hasta Plymouth en Devon, Inglaterra.
El transporte mediante cables se muestra viable donde la pendiente es excepcionalmente inclinada, como en uno de... Los ferrocarriles de cable generalmente tienen dos vías. En una subirían vagones cargados, que irían parcialmente compensados con los vagones vacíos que bajan por la otra. Esto minimiza los costes de combustible del motor.

### Granjas
Los motores estacionarios son frecuentemente usados en granjas para funcionar varias clases de herramientas y equipamiento como sierras circulares, bombas y elevadores de heno. La máquina está puesta sobre un soporte de madera con ruedas de acero para permitir que sea desplazada a donde sea necesitada, y acoplada al equipo.
Los motores son frecuentemente de gasolina, aunque en algunos casos por economía es posible cambiar a un funcionamiento por parafina después de que la máquina se haya calentado (esto requiere que la entrada se haya calentado para poder vaporizar este combustible tan poco volátil). Los motores estacionarios más grandes funcionan con un fueloil más pesado, aunque estas máquinas suelen ser demasiado grandes como para poder ser desplazadas. Sus usos típicos suelen ser generación de electricidad y bombeo a gran escala.
Inicialmente, estas máquinas tenían un diseño en la línea de las máquinas de vapor, teniendo el pistón un movimiento horizontal, con el cigüeñal y el árbol de levas expuestos y empleaban un sistema de lubricación por goteo. Después, por seguridad y longevidad el diseño tendió a tapar las partes en movimiento y usar lubricación sump.
El ciclo de cuatro tiempos es el diseño más común, aunque Petter, un fabricante británico desarrolló un exitoso diseño de dos tiempos.
Un regulador centrífugo es el sistema incorporado más usual para regular la velocidad bajo cargas variantes. Esto es un sistema de control simple de retroalimentación negativa. La velocidad del motor es medida mediante un par de masas que se mueven junto con el cigüeñal. Según aumenta la velocidad, la fuerza centrífuga hace que las masas se desplacen hacia el exterior, venciendo la resistencia de un resorte o muelle. Este movimiento hacia afuera es usado para controlar la potencia de la máquina para limitar su velocidad. Si la máquina pierde velocidad, la fuerza centrífuga se reduce y la fuerza del resorte mueve las masas hacia el centro, y este movimiento hace que se aumente la potencia de la máquina para que mantenga su velocidad bajo una carga que aumenta.
El controlador puede usar dos técnicas para controlar la velocidad. Hoy, la mayoría de reguladores abren y cierran la válvula de mariposa para controlar el total de la mezcla fuel-aire entrante al motor. Sin embargo, en las primeras, el regulador podía cortar la mezcla fuel-aire complétamente. Estos motores son llamados "golpea y pierde" (también se les llama "golpea o pierde") porque no realizan trabajo en cada ciclo ya que no producen chispa si el motor va a cierta velocidad, y la válvula de escape se mantiene abierta. Cuando pierden velocidad, vuelven a realizar el funcionamiento normal permitiendo abrir y cerrarse a la válvula de escape, y volviendo a producir chispas en la bujía hasta que la velocidad vuelve a ser alta.
En un motor de tamaño mediano como 6 cv, el motor se puede ajustar para que solo produzcan explosión cada 10 segundos cuando no están bajo carga. Estos motores generalmente accionan sierras, bombas, sierras de troncos recíprocas...
Eventualmente estos motores son considerados con el desarrollo de un sistema universal de power take off en tractores, que puede accionar equipamiento de igual manera que un motor estacionario con mayor potencia de salida que la mayoría de motores estacionarios. Para máquinas sin PTO la llegada de los motores eléctricos, o de motores de gasolina pequeños, ligeros y de alta velocidad hacen que puedan ser accionadas por sus propios motores, haciendo innecesarios las unidades de potencia dedicadas.
Modelos de vapor en vivo de motores estacionarios son populares entre colecionistas y aficionados.

## Fabricantes de motores estacionarios
- Rider-Ericsson Engine Company
- Richard Hornsby & Sons
- R A Lister and Company
- Petters Limited
- Lister Petter

## Motores estacionarios preservados
En el Reino Unido hay unos pocos museos donde los visitantes pueden ver motores estacionarios funcionando. Muchos museos tienen uno o más motores, pero solo unos pocos se especializan en motores estacionarios. Entre ellos está el Internal Fire - Museum of Power, en Wales y el Anson Engine Museum en Cheshire. El Amberley Working Museum en West Sussex también tiene un número de máquinas, como lo tiene el Kew Bridge Steam Museum en Londres.
Muchos steam rallies, como el Great Dorset Steam Fair, incluyen una sección de exhibición para máquinas de combustión interna estacionarias. Estos motores han sido restaurados por personas  y suelen ser exhibidos funcionando, accionando bombas de agua, generadores eléctricos, herramientas y similares.